# 匯金路駅
座標: 北緯31度9分47.3秒 東経121度8分56.3秒 / 北緯31.163139度 東経121.148972度
匯金路駅（かいきんろえき）は中華人民共和国上海市青浦区に位置する上海地下鉄17号線の駅である。

## 駅構造
相対式ホーム2面2線の地下駅。

## 歴史
- 2017年12月30日 - 開業。

## 隣の駅
上海軌道交通
■17号線
趙巷駅 - 匯金路駅 - 青浦新城駅